# 4.5"/45 QF Mark V
4.5"/45 QF Mark V (Mark 6, Mark 7)  — корабельная универсальная артиллерийская установка калибра 114 мм (фактически 113 мм), применявшегося Королевским флотом Великобритании в послевоенный период. Являлась дальнейшим развитием универсального орудия 4,5"/45 QF Mark I, III, IV активно использовавшегося во Второй мировой войне. Находились на вооружении многих эсминцев и фрегатов британского флота. Известно также под наименованиями Mark 6 и Mark 7.
В дальнейшем Королевский флот перешёл на использование универсальной, полностью автоматизированной установки 114 mm/55 Mark 8.